# افجه (اردبیل)
افچه روستایی است در شرق شهرستان گرمی در جنوب و ۵ کیلومتری مرکز بخش موران استان اردبیل کشور ایران است.
این روستای کوچک درنقطه صفر مرزی با جمهوری آذربایجان قرار دارد. از نظر پوشش گیاهی وضعیت نیمه جنگلی دارد و مکانی مناسب برای گردشگری می‌باشد.
در قسمت شرق افجه در فضای سبز چسبیده به روستا؛ درخت کهنسال گردو به قدمت۲۰۰ سال (به گفته صاحب درخت) خودنمایی می‌کند.